# Université Marien Ngouabi
Université Marien Ngouabi är ett universitet i Kongo-Brazzavilles huvudstad Brazzaville. Det var landets enda statliga universitet tills Université Denis Sassou-Nguesso öppnades 2021. Det är uppkallat efter den förre presidenten Marien Ngouabi.